# Akram Nakach
Akram Nakach (en arabe : أكرم نقاش), né le 7 avril 2002 à Casablanca (Maroc), est un footballeur marocain qui joue au poste de défenseur à l'AS FAR.

## Biographie

### Formation à l'Académie et débuts pro à Touarga
Akram Nakach intègre dès son plus jeune âge le centre de formation de l'Académie Mohammed VI de football où il reçoit également sa scolarité. 
Le 1er septembre 2021, il signe son premier contrat professionnel en rejoignant l'US Touarga pour trois saisons. Il dispute sa première saison en Botola Pro2 et est sacré vice-champion dès sa première saison. Le 2 septembre 2022, il dispute son premier match en Botola Pro face au DH El Jadida en entrant en jeu à la 81e minute à la place d'Omar Namsaoui (défaite, 1-0). Le 2 octobre, il reçoit sa première titularisation en Botola Pro contre le Moghreb Atlético Tetuán (match nul, 1-1). Cinq jours plus tard, le 7 octobre, il offre la victoire à son équipe en inscrivant l'unique but du match face au SC Chabab Mohammédia grâce à une passe décisive d'Éric Mbangossoum (victoire, 1-0). Il termine la saison 2022-23 à la huitième place du classement du championnat.

### AS FAR (depuis 2024)
Le 5 juillet 2024, il rejoint l'AS FAR pour une durée de quatre saisons.

### En sélection

#### Maroc -17 ans
Akram Nakach reçoit dans un premier temps une convocation avec l'équipe du Maroc -17 ans en 2018 de la part du sélectionneur Jamal Sellami pour participer au Championnat de l'UNAF qualificatif pour la Coupe d'Afrique des nations.
Faisant face à l'Algérie -17 ans (victoire, 5-2), la Tunisie -17 ans (victoire, 1-0) et la Libye -17 ans  (victoire, 1-0), les Marocains remportent le tournoi grâce à trois victoires sur trois matchs. Face à la Tunisie, Nakach est l'auteur du seul but inscrit. En avril 2019, Nakach est officiellement sélectionné pour prendre part à la Coupe d'Afrique des nations en Tanzanie.
Les Marocains sont éliminés au premier tour en terminant à la quatrième et dernière place du classement de sa poule composée du Cameroun -17 ans (défaite, 2-1), la Guinée -17 ans (défaite, 1-0) et le Sénégal -17 ans (match nul, 1-1),.

#### Maroc olympique
Le 9 juin 2023, il figure sur la liste définitive d'Issame Charaï pour prendre part à la Coupe d'Afrique U23 qui a lieu au Maroc. 
Il fait ses premières minutes lors de deux matchs amicaux de préparation contre la Mauritanie (victoire, 4-1) et la Zambie (victoire, 4-2), respectivement le 15 et 19 juin. Les matchs de phase de groupe ont lieu en fin de mois de juin contre la Guinée olympique, le Ghana olympique et le Congo olympique au Complexe sportif Moulay-Abdallah de Rabat. Sur le banc à l'occasion du match d'ouverture face à la Guinée olympique (victoire, 2-1), il s'absente de la feuille de match lors du deuxième match contre le Ghana olympique à la place d'Oussama El Azzouzi. Le Maroc valide ainsi son ticket pour les demi-finales de la compétition après une victoire de 5-1,. En demi-finale contre le Mali olympique, il est absent de la feuille de match, alors que les Marocains parviennent à remporter le match sur tirs au but après un match nul de 2-2.
Les Marocains se qualifient alors automatiquement aux Jeux olympiques d'été de 2024 à Paris et en finale de la CAN contre l'Égypte olympique,,. La finale est remportée par le Maroc en prolongation contre l'Égypte olympique grâce à un but d'Oussama Targhalline (victoire, 2-1),.
Sélectionné en septembre 2023, il entre en jeu lors d'un match amical le 7 septembre contre le Brésil olympique à Fès (victoire, 1-0),. Un deuxième match amical prévu le 11 septembre dans la même ville est annulé par la fédération marocaine à la suite du séisme au Maroc,.
Le 4 juillet 2024, il est sélectionné par Tarik Sektioui dans une liste de 22 joueurs avec le Maroc olympique pour prendre part aux Jeux olympiques 2024. Il marque d'ailleurs le cinquième but de la selection nationale contre l'Egypte en match de classement à la 73ème minute,,.

## Statistiques

### Statistiques détaillées
| Saison                | Club                  | Championnat           | Championnat | Championnat | Championnat | Coupe(s) nationale(s) | Coupe(s) nationale(s) | Coupe(s) nationale(s) | Compétition(s) continentale(s) | Compétition(s) continentale(s) | Compétition(s) continentale(s) | Compétition(s) continentale(s) | Maroc | Maroc | Maroc | Total | Total | Total |
| Saison                | Club                  | Division              | M.          | B.          | P.d.        | M.                    | B.                    | P.d.                  | Comp.                          | M.                             | B.                             | P.d.                           | M.    | B.    | P.d.  | M.    | B.    | P.d.  |
| 2021-2022             | US Touarga            | Botola Pro2           | 10          | 0           | 0           | -                     | -                     | -                     | -                              | -                              | -                              | -                              | -     | -     | -     | 10    | 0     | 0     |
| 2022-2023             | US Touarga            | Botola Pro            | 22          | 2           | 1           | 1                     | 0                     | 0                     | -                              | -                              | -                              | -                              | -     | -     | -     | 23    | 2     | 1     |
| 2023-2024             | US Touarga            | Botola Pro            | 2           | 0           | 0           | -                     | -                     | -                     | -                              | -                              | -                              | -                              | -     | -     | -     | 2     | 0     | 0     |
| Sous-total            | Sous-total            | Sous-total            | 34          | 2           | 1           | 1                     | 0                     | 0                     | -                              | -                              | -                              | -                              | -     | -     | -     | 35    | 2     | 1     |
| 2024-2025             | AS FAR                | Botola Pro            | -           | -           | -           | -                     | -                     | -                     | -                              | -                              | -                              | -                              | -     | -     | -     | 0     | 0     | 0     |
| Total sur la carrière | Total sur la carrière | Total sur la carrière | 34          | 2           | 1           | 1                     | 0                     | 0                     | -                              | -                              | -                              | -                              | 0     | 0     | 0     | 35    | 2     | 1     |

### En sélection marocaine
Le tableau suivant liste les rencontres de l'équipe du Maroc U23 des catégories des jeunes dans lesquelles Akram Nakach a été sélectionné depuis le 21 septembre 2022.
| Catégorie | Date              | Lieu          | Adversaire | Résultat | Minutes | Compétition     | Buts | Passes | Capitaine | Club       |
| --------- | ----------------- | ------------- | ---------- | -------- | ------- | --------------- | ---- | ------ | --------- | ---------- |
| Maroc U23 | 21 septembre 2022 | Rabat         | Sénégal    | 0 – 4    | -       | Match amical    | 0    | 0      | Non       | US Touarga |
| Maroc U23 | 25 septembre 2022 | Rabat         | Sénégal    | 1 – 3    | -       | Match amical    | 0    | 0      | Non       | US Touarga |
| Maroc U23 | 15 juin 2023      | Rabat         | Mauritanie | 4 – 1    | -       | Match amical    | 0    | 0      | Non       | US Touarga |
| Maroc U23 | 7 septembre 2023  | Fès           | Brésil     | 1 – 0    | 5 min   | Match amical    | 0    | 0      | Non       | US Touarga |
| Maroc U23 | 24 juillet 2024   | Saint-Étienne | Argentine  | 1 – 2    | 10 min  | Jeux olympiques | 0    | 0      | Non       | AS FAR     |
| Maroc U23 | 27 juillet 2024   | Saint-Étienne | Ukraine    | 2 – 1    | 3 min   | Jeux olympiques | 0    | 0      | Non       | AS FAR     |
| Maroc U23 | 2 août 2024       | Paris         | États-Unis | 4 – 0    | 2 min   | Jeux olympiques | 0    | 0      | Non       | AS FAR     |
| Maroc U23 | 8 août 2024       | Nantes        | Égypte     | 0 – 6    | 81 min  | Jeux olympiques | 1    | 0      | Non       | AS FAR     |

## Palmarès

### En club
US Touarga
- Botola Pro2 :
  - Vice-champion : 2022.

### En sélection
Akram Nakach remporte en 2018 le tournoi UNAF grâce à trois victoires sur trois et se qualifie automatiquement à la Coupe d'Afrique des nations avec le Maroc -17 ans. Le Maroc est éliminé au premier tour de la CAN. En 2023, il remporte la finale de la Coupe d'Afrique des nations -23 ans.
 Maroc -17 ans
- Championnat de l'UNAF :
  - Champion : 2018.

 Maroc -23 ans
- Coupe d'Afrique des nations :
  -  Vainqueur : 2023.
- Jeux olympiques
  -  Bronze : Paris 2024

## Famille
Akram Nakach est le frère du footballeur Brahim Nekkach.